# Komal Oli
Komal Oli (Tikari, 16 aprile 1975) è una cantante, conduttrice televisiva e politica nepalese, membro dell'assemblea nazionale federale nepalese.
Già nota in patria per la sua carriera come musicista folk, è entrata nella politica nepalese negli anni 2010 militando in partiti di area comunista e venendo eletta nel 2018 al parlamento nepalese nelle file del Partito Comunista Nepalese.

## Biografia
Figlia di Deepa e Lalit Oli, è la maggiore di quattro fratelli. Trascorse l'infanzia nella città natale, diplomandosi in una scuola locale; studiò musica da autodidatta durante l'adolescenza.
Nel 1990 partecipò al Concorso Nazionale di Canto Popolare organizzato da Radio Nepal, aggiudicandosi il secondo posto. Nello stesso anno Radio Nepal le offrì un contratto musicale per un album. Nel 1993 si trasferì a Kathmandu e fu assunta come conduttrice di notiziari da Radio Nepal. Successivamente, lavorò anche come conduttrice televisiva per Nepal Television.
Ha pubblicato più di una dozzina di album nel corso della sua carriera, cantato in cinque film, è un'intrattenitrice di eventi pubblici e si occupa anche della formazione di aspiranti giornalisti radiofonici e televisivi. Nel 2016 ha fondato a Tulsipur la Om Drinking Water and Beverage, un'azienda di potabilizzazione dell'acqua.
Negli anni 2010 si unì al Partito Democratico Nazionale del Nepal, che si batte per il ripristino della monarchia e dello stato indù. Tuttavia, prima delle elezioni parlamentari del 2017, aderì al Partito Comunista del Nepal (marxista-leninista unificato). Quando non comparve nella lista dei candidati del partito alle elezioni, registrò una candidatura di protesta come indipendente nella circoscrizione della sua città natale. Successivamente raggiunse un accordo con il partito, che per colmare la quota riservata alle donne la inserì tra i candidati della sua provincia d'origine, per cui ritirò la sua candidatura e annunciò il suo sostegno al candidato del partito. Risultò eletta e dal 4 marzo 2018 è membro dell'Assemblea nazionale.